# Pimpinone (opera, Albinoni)

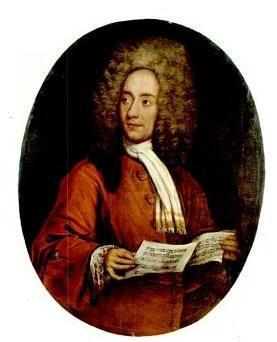
Tomaso Albinoni

Pimpinone är en opera (intermezzo) i tre akter med musik av Tomaso Albinoni och libretto av Pietro Pariati.

## Historia
I början av 1700-talet undergick operalibrettot en reform. Förut hade komiska mellanspel varit en del av operans helhet men de ersattes nu av dramatiskt oberoende scener, så kallade intermezzi då de sattes in mellan operans akter. Dessa intermezzi fungerade som en miniatyropera med en egen handling. Genom att de avskildes från själva huvudoperan var det fritt fram att behandla samtida ämnen i satirisk form. 
Albinonis Pimpinone (först gången uppförd 26 november 1708 på Teatro San Cassiano i Venedig tillsammans med operan Astarto) var en av de mest framgångsrika verken från den första generationen av venetianska intermezzi. Den uppfördes nära 30 gånger fram till 1740 och spelades så långt bort som i Bryssel, Ljubljana och Moskva. 

## Personer
- Vespetta, ung tjänsteflicka (kontraalt)
- Pimpinone, gammal ungkarl (bas)

## Handling
I intermezzo I lurar Vespetta Pimpinone att anställa henne genom att lova att ordna upp hans liv på bästa sätt. I intermezzo II övertalar hon honom att gifta sig med henne för att undvika skandal och lovar att uppträda som en god hustru. I intermezzo III deklarerar hon plötsligt att hon tänker leva ett liv i lathet och nöje. Den förbluffade Pimpinone kan inte göra något av rädsla att förlora henne och hennes hemgift vilken han också åtrår. 

## Om operan
Den enkla handlingen berör något mycket aktuellt och känsligt bland dåtidens societet i Venedig; medelklassens efterapning av adelns sätt att bete sig mot lägre klasser. Porträttet av Vespetta är tudelat: antingen beundrar man hennes beslutsamhet eller så föraktar man hennes sociala klättring. På samma sätt kan man skratta åt Pimpinones godtrogenhet eller högakta hans moral.
Albinonis musik är melodisk och lättsam, även om den måhända saknar den variationsrikedom, förfining och känsla för effekter som Georg Philipp Telemann komponerade i sin version av samma ämne (1725). 